# نیژنیه آوریوزوو
نیژنیه آوریوزوو (به لاتین: Nizhneye Avryuzovo) یک منطقهٔ مسکونی در روسیه است که در باشقیرستان واقع شده‌است.